# How We Do (Party)
«How We Do (Party)» — песня британской певицы Риты Ора. Авторами песни выступили Victor Alexander, Bonnie McKee, Kelly Sheehan. Песня была выпущена в качестве первого сингла для Америки, Австралии, Новой Зеландии и первым из альбома. Песня стала вторым синглом для Великобритании.

## О песне
Изначально песню хотели назвать «Party and Bullshit», но позже название было изменено на How We Do (Party) для разрешения попадания на радио. Лирика песни повествует о утреннем пробуждении после вечеринки (песня Just Dance в карьере Lady Gaga имеет подобную лирику). 24 февраля Рита побывала на радио Z100 во время премьеры песни, она сказала что пыталась не заплакать. MTV Buzzworthy описал песню как сладкую поп композицию, напоминающую песни Domino Jessie J и Last Friday Night (T.G.I.F.) Katy Perry.

## Список композиций
- Digital download

1. «How We Do (Party)» — 4:06

- UK Digital EP[1]

1. «How We Do (Party)»
2. «How We Do (Party)» (Gustavo Scorpio Club Mix)
3. «How We Do (Party)» (Papercha$er Club Remix)
4. «How We Do (Party)» (Sandro Silva Extended Club Mix)
5. «How We Do (Party)» (Laidback Luke Club Remix)

## Чарты
How We Do (Party) дебютировал в чарте Новой Зеландии на девятом месте. Пиковой позиции песня достигала на пятом месте. В Австралийском чарте песня дебютировала на 41 позиции. В чарте Billboard Hot 100 песня дебютировала на 96 месте. Сингл в первую неделю возглавил UK Singles Chart.
| Чарт (2012)                         | Высшее место |
| ----------------------------------- | ------------ |
| Австралия (ARIA)                    | 9            |
| Canada (Canadian Hot 100)           | 68           |
| UK Singles Chart                    | 1            |
| Новая Зеландия (Recorded Music NZ)  | 5            |
| US Billboard Hot 100                | 62           |
| US Hot Dance Club Songs (Billboard) | 1            |
| US Pop Songs (Billboard)            | 22           |